# Aristida batangensis
Aristida batangensis är en gräsart som beskrevs av Z.X.Tang och H.X.Liu. Aristida batangensis ingår i släktet Aristida och familjen gräs. Inga underarter finns listade i Catalogue of Life.